# Helena, Arkansas
Helena är den östra delen i staden Helena-West Helena i den amerikanska delstaten Arkansas. Helena var administrativ ort i Phillips County, Arkansas fram till 2006. Det året slogs staden Helena samman med grannstaden West Helena.
Senator Blanche Lincoln är född i Helena.